# Мурексин
Мурексин (уроканилхолин) (C12H21N3O2) — токсин небелковой природы, который вырабатывается и содержится в гипобранхиальных железах брюхоногих моллюсков семейства мурексы.
Являются аналогом ацетилхолина, М-холин-миметиков, что определяет его патологическое воздействие на организм жертвы моллюска. Летальная доза для человека неизвестна.

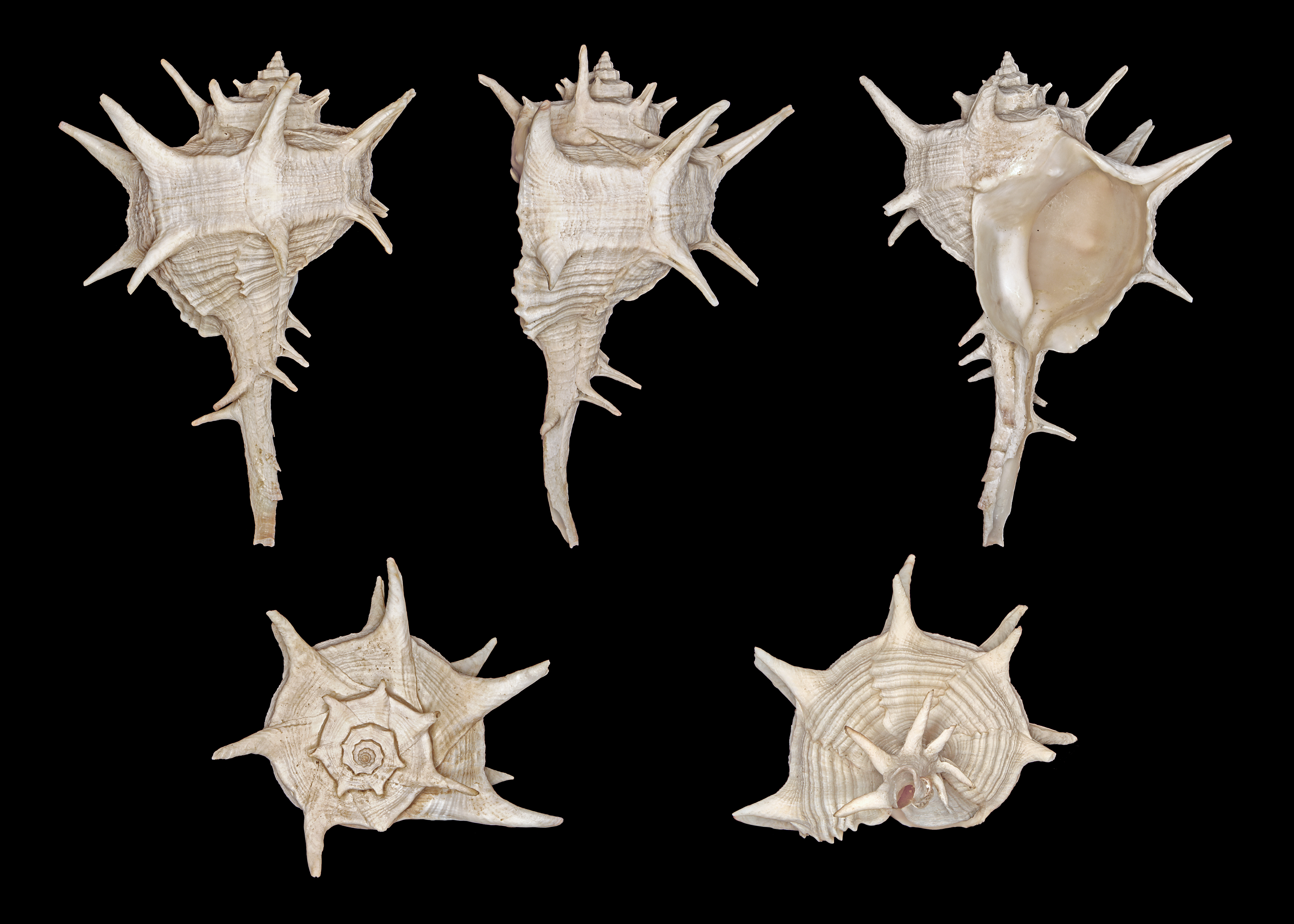
Раковина моллюска Bolinus brandaris, способного вырабатывать мурексин

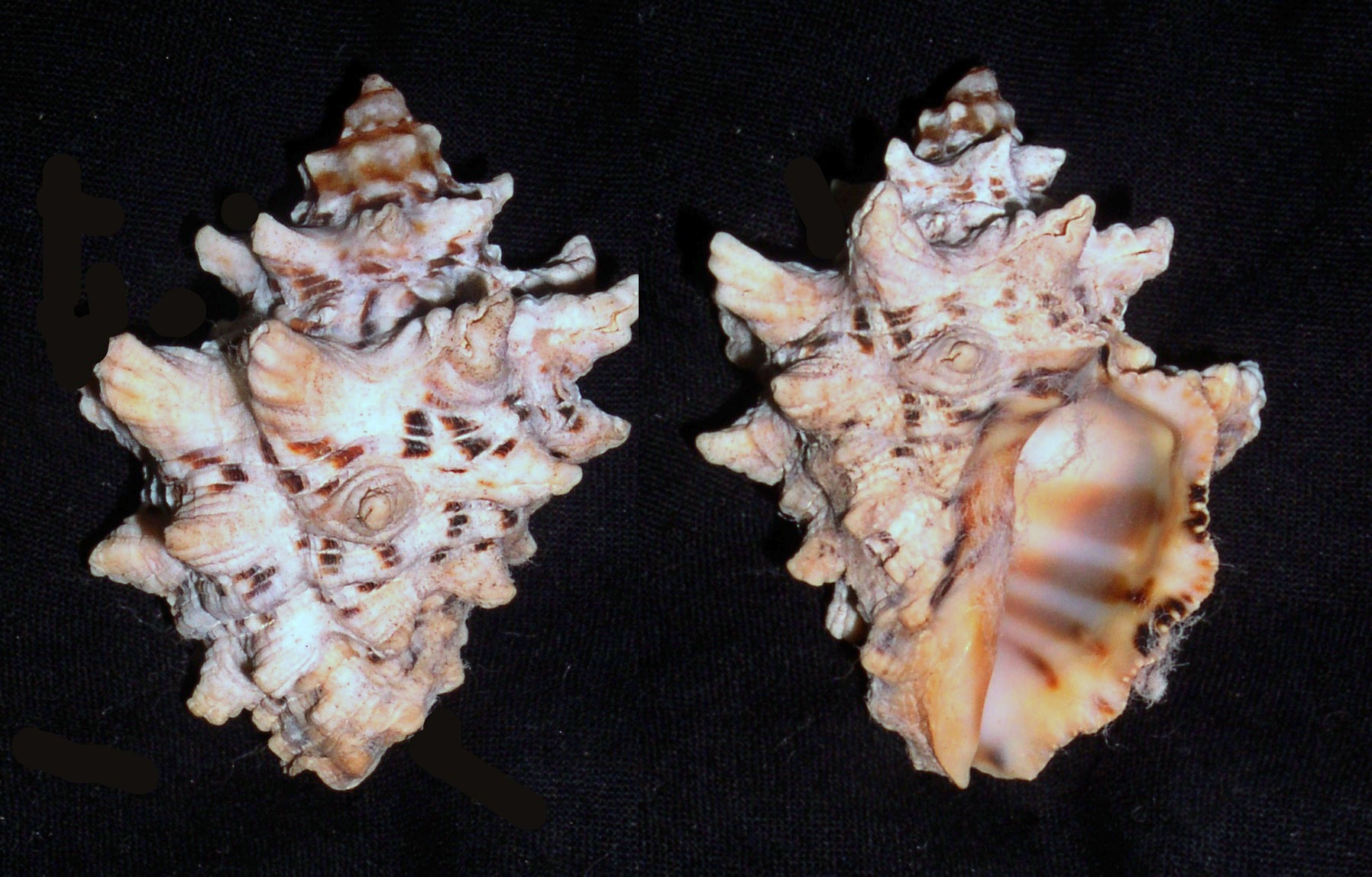
Моллюски рода Thais также способны синтезировать мурексин

## Физические свойства
Представляет собой бесцветные или белого цвета кристаллы, которые расплываются на воздухе. Легко растворимы в воде и этиловом спирте. При кипячении и длительном хранении разлагаются

## Химические свойства
Химические свойства обусловлены строением и набором функциональных групп. Мурексин — это производное имидазола и холина, четвертичное амониевое основание, сложный эфир.
Вступает в реакции по атому азота имидазольного кольца: ацилирования и алкилирования — с образованием N-алкил и N-ацилпроизводных. замещение по атомам углерода в имидазоле при воздействии минеральных кислот (азотной и олеума) приводит к образованию нитро- и сульфоимидазолпроизводных.
Мурексин содержит двойные С=С связи в радикале и проявляет себя как алкен: способен вступать в реакции гидратирования с образованием спирта. При взаимодействии с серной кислотой образуются сульфоновые кислоты, а при галогенировании двойной связи образуются дигалогенпроизводные. Мурексин по двойной связи способен вступать в реакции нуклеофильного и радикального присоединения.
Как сложный эфир мурексин вступает в реакции:
- гидролиза сложноэфирной связи, кислотнокатализируемого по механизму Аас2 (обратимо), а в щелочной средах — по механизму Вас2 (необратимо);
- сложноэфирной конденсации в присутствии основного катализатора;
- восстанавления в первичные спирты, более реже в альдегиды или простые эфиры, с алюмогидридом лития

Благодаря содержанию в своем составе четырехзамещенной аммониевой группы проявляет себя как четвертичное аммониевое основание, способное вступать в обменные реакции с галогенометаллами и щелочами.

## Биохимические свойства, как яда
Биохимические свойства мурексина, как яда проявляются в том, что он является холиномиметиком, но характеризуется структурными отличиями от ацетилхолина. Благодаря этому он способен создавать пространственный блок анионного центра и эстеразного центра фермента ацетилхолинэстеразы, что вызывает её инактивацию. В результате этого фермент не может гидролизировать ацетилхолин и в синапсах нервной системы создается гиперконцентрация нейромедиатора.
У человека вызывает спастические судороги, снижение артериального давления, брадикардию, стимуляцию дыхательного центра ЦНС и моторики кишечника, усиление слюноотделения.

## Синтез
В теле моллюска мурексин синтезируется путём дезаминирования аминокислоты гистидина под действием фермента гистидазы. После этого уроканиновая кислота способна присоединить к себе холин в составе соли с образованием при этом сложноэфирной связи.
В условиях In vitro мурексин получают из уроканиновой кислоты и холина. Уроканиновую кислоту получают из гистидина путём внутримолекулярного дезаминирования при нагревании, предварительно защитив карбоксильную группу. Холин синтезируют из триметиламина и хлоргидроксипропанола.